# Liste der denkmalgeschützten Objekte in Mutters
Die Liste der denkmalgeschützten Objekte in Mutters enthält die 21 denkmalgeschützten, unbeweglichen Objekte der Gemeinde Mutters.

## Denkmäler
| Foto |                 | Denkmal                                                                                    | Standort                                     | Beschreibung | Metadaten |
| ---- | --------------- | ------------------------------------------------------------------------------------------ | -------------------------------------------- | --- | --- |
| ja   | Datei hochladen | Aufnahmsgebäude Kreith HERIS-ID: 26649 Objekt-ID: 23138 TKK: 14549                         | Kreith 38 Standort KG: Kreith                | Das Aufnahmsgebäude der Stubaitalbahn wurde 1903/04 nach Plänen von Josef Riehl nach demselben Schema wie die anderen Bahnhöfe der Strecke, allerdings etwas kleiner, errichtet. Der gemauerte zweigeschoßige Haupttrakt beherbergt im Erdgeschoß die ehemalige Fahrdienstleitung und darüber eine Dienstwohnung. Daran schließen sich ein offener Wartebereich und eine Werkstatt an. | BDA-Hist.: Q37903161 Status: Bescheid Stand der BDA-Liste: 2025-06-30 Name: Aufnahmsgebäude Kreith GstNr.: .28 Aufnahmsgebäude Bahnhof Kreith                             |
| ja   | Datei hochladen | Kath. Filialkirche Herz-Jesu HERIS-ID: 39969 Objekt-ID: 39829 TKK: 35718                   | gegenüber Kreith 42b Standort KG: Kreith     | Die Filialkirche in Kreith wurde 1924–1927 anstelle einer älteren Kapelle nach Plänen von Max Thaler errichtet. An das rechteckige Langhaus mit zwei querschiffartigen Kapellen schließen ein dreiseitig geschlossener Chor und eine gemauerte, offene Vorhalle an. Über der Eingangsfassade erhebt sich ein gedrungener Giebelreiter mit Zeltdach. Die Wandbilder und Glasfenster wurden 1926 von Ernst Nepo im Stil der Neuen Sachlichkeit gestaltet. | BDA-Hist.: Q37991785 Status: § 2a Stand der BDA-Liste: 2025-06-30 Name: Kath. Filialkirche Herz-Jesu GstNr.: .39                                                          |
| ja   | Datei hochladen | Kreither Viadukt HERIS-ID: 26653 Objekt-ID: 23142 TKK: 14551                               | Standort KG: Kreith                          | Die 110 m lange und 34 m hohe Brücke der Stubaitalbahn überspannt das Tal des Sagbachs in einem Bogen. Sie wurde 1903/04 nach Plänen von Josef Riehl als eine der wenigen Trestleworkbrücken in Europa errichtet. Es handelt sich um eine Eisenkonstruktion aus fünf Gerüstpfeilern und zwei Pendelpfeilern und der Fahrbahn aus Blechträgern, auf der die Querschwellen ruhen. | BDA-Hist.: Q37903226 Status: Bescheid Stand der BDA-Liste: 2025-06-30 Name: Kreither Viadukt GstNr.: 320 Kreither Viadukt, Mutters                                        |
| ja   | Datei hochladen | Friedhof mit Friedhofskapelle HERIS-ID: 78656 Objekt-ID: 92320 TKK: 35784, 35783, 35785, … | westlich Birchfeld 37b Standort KG: Mutters  | Der Waldfriedhof am Ochsenberg wurde 1980–1982 angelegt. Die Friedhofskapelle wurde von Hubert Prachensky als Mauerbau mit geschwungenem Dach, integriertem Südturm und schmalen Lichtschlitzen entworfen. Im Inneren finden sich ein Mosaik und Sgraffiti von Richard Kurt Fischer. An der Hangschutzmauer befindet sich ein steinerner Brunnen mit Bronzereliefs und einer modernen Schutzengelgruppe. | BDA-Hist.: Q38152600 Status: § 2a Stand der BDA-Liste: 2025-06-30 Name: Friedhof mit Friedhofskapelle GstNr.: 643/1 Waldfriedhof Mutters                                  |
| ja   | Datei hochladen | Waldkapelle, Ochsenkapelle HERIS-ID: 78147 Objekt-ID: 91794 TKK: 35722                     | westlich Birchfeld 37b Standort KG: Mutters  | Die Kapelle am Ochsenberg wurde 1895 aufgrund eines Gelöbnisses errichtet. Die kleine, einjochige, gemauerte Kapelle mit fünfseitig geschlossenem Chor beherbergt im Inneren einen tonnengewölbten Raum mit einer vergitterten Lourdesgrotte. | BDA-Hist.: Q38151515 Status: § 2a Stand der BDA-Liste: 2025-06-30 Name: Waldkapelle, Ochsenkapelle GstNr.: 643/1 Waldkapelle, Mutters                                     |
| ja   | Datei hochladen | Kath. Pfarrkirche hl. Nikolaus und Friedhof HERIS-ID: 55717 Objekt-ID: 64519 TKK: 35717    | Dorfstraße 1 Standort KG: Mutters            | Die Kirche wurde 1327 erstmals urkundlich erwähnt. Nach 1440 wurde eine größere Kirche erbaut, die 1469 geweiht wurde. Sie wurde 1510 erweitert und in der Mitte des 18. Jahrhunderts barockisiert. An das spätgotische Langhaus schließen sich ein eingezogener, polygonaler Chor, der gotische Turm mit hohem Spitzgiebelhelm und im Süden die Sakristei an. An der Südseite des Turms befindet sich eine 1736 geschaffene und um 1759 von Peter Anich erneuerte Sonnenuhr. Der Innenraum ist mit reicher Rocaillenstuckatur und Deckenfresken von Anton Zoller und Josef Anton Zoller aus dem Jahr 1759 geschmückt. | BDA-Hist.: Q38067437 Status: § 2a Stand der BDA-Liste: 2025-06-30 Name: Kath. Pfarrkirche hl. Nikolaus und Friedhof GstNr.: .16, 81, .17 Saint Nicholas Church (Mutters)  |
| ja   | Datei hochladen | Backofen HERIS-ID: 66107 Objekt-ID: 78980 TKK: 29144                                       | bei Dorfstraße 3 Standort KG: Mutters        | Der ursprünglich zum benachbarten Temlhof gehörende freistehende Backofen mit gewölbtem Backraum stammt aus der 2. Hälfte des 18. Jahrhunderts. An den in Bruchsteinmauerwerk errichteten Backofen schließt sich traufseitig ein in Bohlenständerbauweise ausgeführter Ziegenstall an. | BDA-Hist.: Q38112478 Status: Bescheid Stand der BDA-Liste: 2025-06-30 Name: Backofen GstNr.: .38 Backofen beim Temlhof, Mutters                                           |
| ja   | Datei hochladen | Straßenbrücke bei Gärberbach HERIS-ID: 82068 Objekt-ID: 95873 TKK: 35801                   | Gärberbach Standort KG: Mutters              | Die einbogige Steinbrücke der Brennerstraße über den Mühlbach wurde um 1844 aus Höttinger Breccie erbaut. | BDA-Hist.: Q38177536 Status: § 2a Stand der BDA-Liste: 2025-06-30 Name: Straßenbrücke bei Gärberbach GstNr.: 1282                                                         |
| ja   | Datei hochladen | Kapelle zum Klarenhof HERIS-ID: 39968 Objekt-ID: 39828 TKK: 35743                          | bei Gärberbach 2 Standort KG: Mutters        | Kleines Kapellhäuschen, 1. Hälfte 19. Jahrhundert | BDA-Hist.: Q37991777 Status: § 2a Stand der BDA-Liste: 2025-06-30 Name: Kapelle zum Klarenhof GstNr.: 295                                                                 |
| ja   | Datei hochladen | Aufnahmsgebäude Mutters HERIS-ID: 26648 Objekt-ID: 23137 TKK: 14548                        | Innsbrucker Straße 8 Standort KG: Mutters    | Das Aufnahmsgebäude der Stubaitalbahn wurde 1903/04 nach Plänen von Josef Riehl nach demselben Schema wie die anderen Bahnhöfe der Strecke errichtet und ist weitgehend im Originalzustand erhalten. Der gemauerte zweigeschoßige Haupttrakt beherbergt im Erdgeschoß die ehemalige Fahrdienstleitung und darüber eine Dienstwohnung. Im Westen schließt sich ein offener Wartebereich und daran eine Werkstatt an, die beide als Holzkonstruktion ausgeführt sind. | BDA-Hist.: Q37903145 Status: Bescheid Stand der BDA-Liste: 2025-06-30 Name: Aufnahmsgebäude Mutters GstNr.: .156 Aufnahmsgebäude Bahnhof Mutters                          |
| ja   | Datei hochladen | Dorfbrunnen hl. Wendelin HERIS-ID: 78726 Objekt-ID: 92391 TKK: 35724                       | Kirchplatz Standort KG: Mutters              | Der Brunnen besteht aus einem steinernen Brunnentrog aus dem Jahr 1863 und einer runden Brunnensäule, darauf steht eine polychrome Holzstatue des hl. Wendelin unter einem schmiedeeisernen Dach. | BDA-Hist.: Q38152790 Status: § 2a Stand der BDA-Liste: 2025-06-30 Name: Dorfbrunnen hl. Wendelin GstNr.: .181 Wendelinbrunnen, Mutters                                    |
| ja   | Datei hochladen | Einhof / Holerlies Hof HERIS-ID: 113901 TKK: 142181seit 2023                               | Kirchplatz 1 Standort KG: Mutters            | Der längsgeteilte Einhof in bedeutender Lage im Dorfzentrum stammt im Kern zumindest aus dem 17. Jahrhundert und erhielt 1912 seine heutige Form. Wohnteil und Wirtschaftstrakt sind entlang der Firstlinie geteilt. Der Wohnteil mit Seitenflurgrundriss ist giebelseitig erschlossen. Der Mauerbau mit farblich abgesetzter Putzgliederung (Geschoßbänderung, Ecklisenen, geohrte Fensterfaschen mit Schlusssteinen) gestaltet. Der zweigeschoßig erhöhte, straßenseitige Giebel von 1912 ist als Bundwerk ausgeführt. Der rückwärtige Giebel und die Tenne sind senkrecht verbrettert. Der Wohnteil ist über ein rundbogig geschlossenes, barockzeitlich gefastes Steinportal mit historistischer Holztür erschlossen. Die Stube weist eine barocke Holzbalkendecke auf. Zwischen Wohnteil und Stall befindet sich die ehemalige Durchfahrt mit barocker Holzbalkendecke, der 1912 erweiterte Stall ist mit einer Kappendecke überwölbt. | BDA-Hist.: Q119231462 Status: Bescheid Stand der BDA-Liste: 2025-06-30 Name: Einhof/ Holerlies Hof GstNr.: .10 Holerlies Hof, Mutters                                     |
| ja   | Datei hochladen | Brunnen hl. Florian HERIS-ID: 78727 Objekt-ID: 92392 TKK: 35723                            | vor Nockhofweg 2a Standort KG: Mutters       | Der Brunnen besteht aus einem steinernen Brunnentrog aus der Mitte des 19. Jahrhunderts und einer polygonalen Brunnensäule, darauf steht eine polychrome Holzstatue des hl. Florian von 1928 unter einem schmiedeeisernen Dach. | BDA-Hist.: Q38152798 Status: § 2a Stand der BDA-Liste: 2025-06-30 Name: Brunnen hl. Florian GstNr.: 1216/6 Florianbrunnen, Mutters                                        |
| ja   | Datei hochladen | Nockhof-Kapelle, Leonhardskapelle HERIS-ID: 41854 Objekt-ID: 42426 TKK: 35720              | bei Nockhofweg 51 Standort KG: Mutters       | Die Hofkapelle des Nockhofs stammt aus der 2. Hälfte des 18. Jahrhunderts. Die gemauerte Kapelle mit dreiseitigem Chor und kleinem, geschindeltem Dachreiter weist im Inneren ein Tonnengewölbe mit Stichkappen auf. | BDA-Hist.: Q126692660 Status: § 2a Stand der BDA-Liste: 2025-06-30 Name: Nockhof-Kapelle, Leonhardskapelle GstNr.: .82 Obere Nockhofkapelle                               |
| ja   | Datei hochladen | Backofen HERIS-ID: 79327 Objekt-ID: 93003 TKK: 35779                                       | nahe Raitis 18 Standort KG: Mutters          | Der freistehende Backofen ist aus Bruchsteinen gemauert und stammt aus der 2. Hälfte des 18. Jahrhunderts. | BDA-Hist.: Q38154224 Status: § 2a Stand der BDA-Liste: 2025-06-30 Name: Backofen GstNr.: .148                                                                             |
| ja   | Datei hochladen | Gemeindeamt, ehem. Widum HERIS-ID: 55719 Objekt-ID: 64521 TKK: 35729                       | Schulgasse 4 Standort KG: Mutters            | Das zweigeschoßige Gebäude mit Walmdach wurde 1787 als Widum errichtet und wird heute als Gemeindeamt genutzt. Die Fassaden sind mit Spätrokoko-Stuckaturen und einem Mariahilffresko in einer Kartusche geschmückt. Auch die meisten Innenräume weisen Stuckdekorationen auf. | BDA-Hist.: Q38067448 Status: § 2a Stand der BDA-Liste: 2025-06-30 Name: Gemeindeamt, ehem. Widum GstNr.: .40                                                              |
| ja   | Datei hochladen | Stefansbrücke HERIS-ID: 110078 Objekt-ID: 127730 TKK: 115654                               | Unterberg Standort KG: Mutters               | Die von 1842 bis 1846 erbaute Stephansbrücke der Brennerstraße ist die größte erhaltene Steinbogenbrücke in Österreich. Sie überspannt mit einer Länge von 44 m und einer Höhe von 36 m die Ruetz. Der Bau wurde vom Ingenieur Leonhard von Liebener geplant und unter dem Architekten Alois Haas ausgeführt. Anmerkung: Die Stephansbrücke verbindet die Gemeinden Schönberg im Stubaital und Mutters. | BDA-Hist.: Q64026679 Status: § 2a Stand der BDA-Liste: 2025-06-30 Name: Stefansbrücke GstNr.: 1229, 1279 Stephansbrücke (Brenner)                                         |
| ja   | Datei hochladen | Gasthof Schupfen HERIS-ID: 39971 Objekt-ID: 39831 TKK: 35757                               | Unterberg 5 Standort KG: Mutters             | Der Gasthof an der Brennerstraße wurde im 15. Jahrhundert erstmals urkundlich erwähnt, die heutige Form erhielt er im 17. und 18. Jahrhundert. Bei den Bergiselschlachten 1809 diente er als Hauptquartier Andreas Hofers. Der zweigeschoßige Mauerbau mit Satteldach hat an der Giebelseite ein Rundbogenportal und einen dreiseitigen Erker. Im Inneren haben sich spätgotische Flure mit Stichkappengewölbe erhalten. | BDA-Hist.: Q1495508 Status: Bescheid Stand der BDA-Liste: 2025-06-30 Name: Gasthof Schupfen GstNr.: .122 Gasthof Schupfen                                                 |
| ja   | Datei hochladen | Meilenstein HERIS-ID: 79882 Objekt-ID: 93585 TKK: 35781                                    | Standort KG: Mutters                         | Der rund abgeschlossene Grenzstein stammt aus dem 19. Jahrhundert. Er befindet sich taleinwärts kurz vor Unterberg an der Brennerstraße. | BDA-Hist.: Q38172227 Status: § 2a Stand der BDA-Liste: 2025-06-30 Name: Meilenstein GstNr.: 1229 Meilenstein, Unterberg                                                   |
| ja   | Datei hochladen | Mutterer Brücke HERIS-ID: 26652 Objekt-ID: 23141 TKK: 14550                                | Standort KG: Mutters                         | Die 109 m lange und 25 m hohe Brücke der Stubaitalbahn überspannt das Tal des Mühlbachs in einem Bogen. Sie wurde 1903/04 nach Plänen von Josef Riehl errichtet. Sie besteht aus einer Vorlandbrücke als Betonviadukt und der Hauptbrücke mit massiven, stufenförmig abgesetzten Stampfbetonpfeilern und einem Fahrbahntragwerk aus Blechträgern. | BDA-Hist.: Q37903215 Status: Bescheid Stand der BDA-Liste: 2025-06-30 Name: Mutterer-Brücke, Mühlbachgrabenbrücke GstNr.: 1282, 1286, 1287 Mutterer Brücke, Stubaitalbahn |
| ja   | Datei hochladen | Taxer-Kapelle, Wieshaber-Kapelle HERIS-ID: 39970 Objekt-ID: 39830 TKK: 35721               | Nockhofweg 24, westlich Standort KG: Mutters | Die Kapelle wurde um 1911 als einachsiger Mauerbau mit dreiseitigem Chorschluss und Dachreiter erbaut. Die Fassaden sind durch Putzfaschen und Ecklisenen gegliedert, an der Eingangsfassade befinden sich ein Rundbogenportal und eine Inschriftenkartusche. Das Innere weist ein Tonnengewölbe und neugotische Fenster auf, die die heiligen Barbara und Katharina darstellen. | BDA-Hist.: Q37991809 Status: Bescheid Stand der BDA-Liste: 2025-06-30 Name: Taxer-Kapelle, Wieshaber-Kapelle GstNr.: .165                                                 |